# 马恩迪
马恩迪（Mandi），是印度喜马偕尔邦Mandi县的一个城镇。总人口26858（2001年）。

## 人口
该地2001年总人口26858人，其中男性14231人，女性12627人；0—6岁人口2580人，其中男1361人，女1219人；识字率84.19%，其中男性为85.85%，女性为82.32%。